# Seznam belgijskih izumiteljev
Seznam belgijskih izumiteljev.

## B
- Leo Hendrik Baekeland

## C
- Max Cosyns

## G
- Zénobe Gramme

## S
- Adolphe Sax

## W
- Égide Walschaerts